# Zusatzzeichen
Ein Zusatzzeichen (Deutschland) oder eine Zusatztafel (Österreich, Schweiz) konkretisiert die Bedeutung eines Verkehrszeichens (Deutschland) bzw. eines Signals (Schweiz), mit dem es in der Regel gemeinsam aufgestellt ist.

## Deutschland

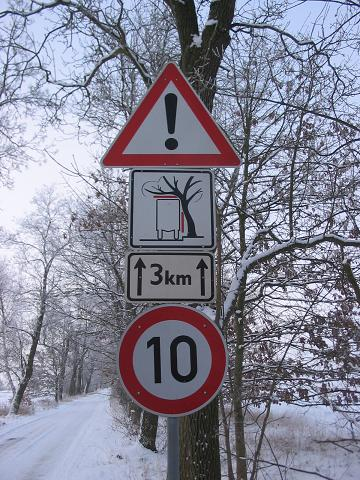
Das Verkehrszeichen „allgemeine Gefahrenstelle“ wird durch die Zusatzschilder konkretisiert. Hier: Warnung auf eingeschränktes Lichtraumprofil auf den folgenden 3 km.
Zudem: Geschwindigkeitsbegrenzung auf 10 km/h ab dem Schild, dessen Anordnung nach 3 km nach Verlassen der Gefahrenstelle sich selbstständig aufhebt

Nach § 39 Abs. 3 der Straßenverkehrs-Ordnung (StVO) ist ein Zusatzzeichen ein Verkehrszeichen, das auf weißem Grund mit schwarzem Rand schwarze Sinnbilder, Zeichnungen oder Aufschriften zeigt. Gemäß dieser gesetzlichen Vorschrift darf ein Zusatzzeichen nicht allein stehen, sondern bezieht sich auf das Hauptverkehrszeichen unter dem es unmittelbar anzubringen ist.

Gesetzliche Ausnahmen sind die Zusatzzeichen 1000-32  und 1048-19 , die in Verbindung mit den Vorschriftzeichen 205  (Vorfahrt gewähren) oder 206  (Halt, Vorfahrt gewähren) über diesen anzubringen sind.

Daneben kann das Zusatzzeichen 1022-10  für die Freigabe linksseitiger Radwege ohne ein Hauptverkehrszeichen aufgestellt werden.
Zusatzzeichen werden gemäß dem Katalog der Verkehrszeichen (VzKat), Teil:8, in 4 Hauptgruppen zusammengefasst:
- Gruppe der allgemeinen Zusatzzeichen
- Gruppe der „frei“-Zusatzzeichen
- Gruppe der beschränkenden Zusatzzeichen
- Gruppe der besonderen Zusatzzeichen

Beispiele für historische deutsche Zusatztafeln und -schilder
Drei scharfe Kurven folgen, StVO 1936
Verlauf des Verbots (Parkverbot), StVO 1953
Für Lastkraftwägen und Züge mit einem zulässigen Gesamtgewicht über 7,5 Tonnen, StVO 1956
Kinder dürfen auf der Fahrbahn und dem Seitenstreifen spielen, StVO 1970
Personenkraftwagen frei, StVO 1970

Beispiele für Zusatzzeichen gemäß dem aktuellen Katalog der Verkehrszeichen
Zusatzzeichen 1000-10 Beispiel aus der Gruppe der allgemeinen Zusatzzeichen
Zusatzzeichen 1020–1030 Beispiel aus der Gruppe der „frei“-Zusatzzeichen
Zusatzzeichen 1040-30 Beispiel aus der Gruppe der beschränkenden Zusatzzeichen
Zusatzzeichen 1060-10 Beispiel aus der Gruppe der besonderen Zusatzzeichen

## Umfassende Zusammenstellungen
- Bildtafel der Verkehrszeichen in der Bundesrepublik Deutschland seit 2017#Zusatzzeichen
- Bildtafel der Verkehrszeichen in Österreich#§ 54. Zusatztafeln
- Bildtafel der Strassensignale in der Schweiz und in Liechtenstein seit 2021#5.xx Ergänzende Angaben zu Signalen